# Lokavec
Lokavec é uma vila localizada no município de Ajdovščina na Eslovênia. Possuía uma população estimada de 1 119 habitantes em 2020.